# Malachovka
Malachovka (rusky Малаховка) je sídlo v Ljuberckém rajónu Moskevské oblasti Ruska. Leží 10 km jihovýchodně od Moskvy. Roku 1961 se Malachovka stává sídlem městského typu. Podle sčítání lidu z roku 2010 zde žije 18 400 obyvatel. V Malachovce se narodila lehká atletka Irina Privalovová.